# Elmenhorst/Lichtenhagen

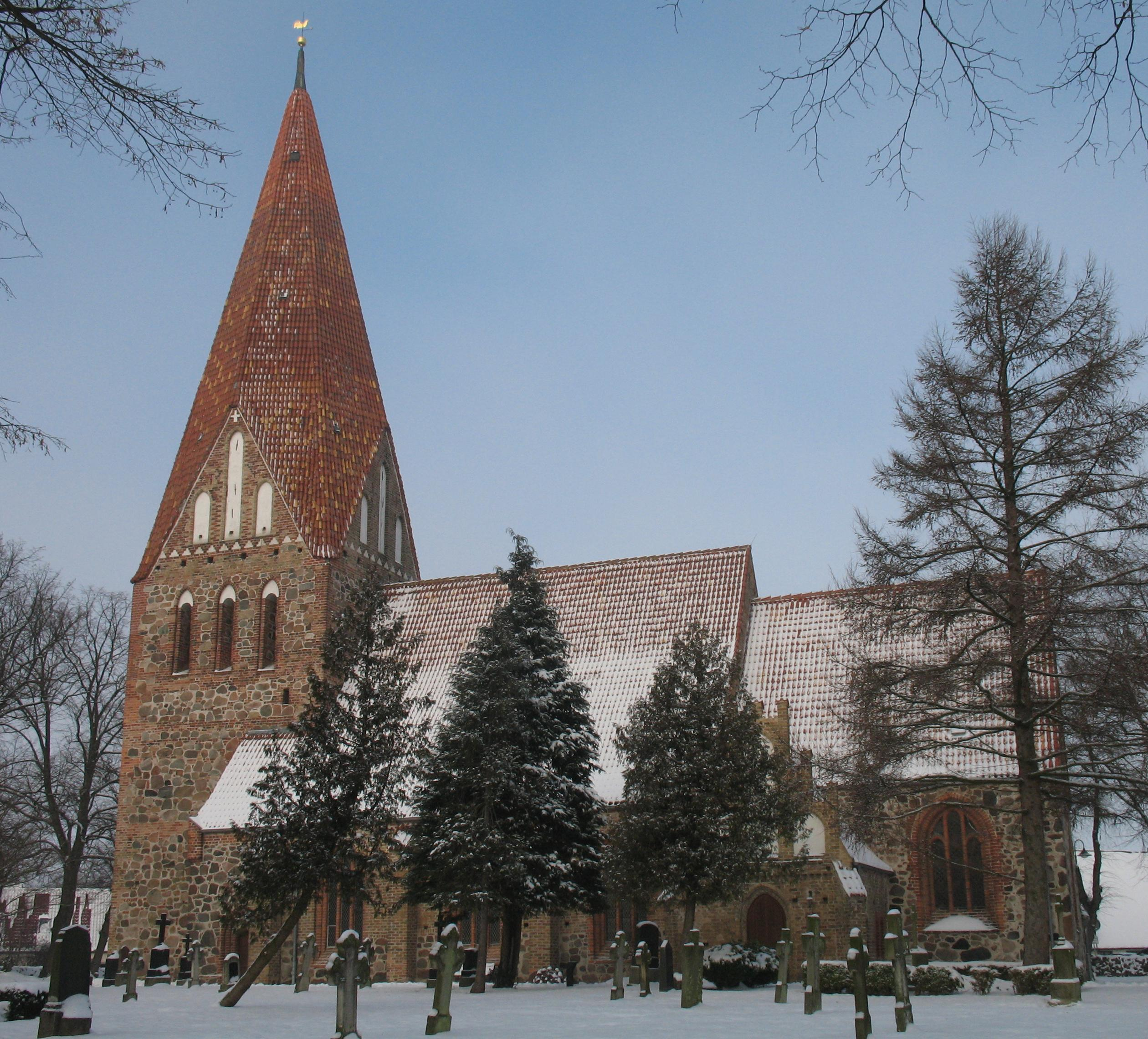
Église

Elmenhorst/Lichtenhagen est une commune du Mecklembourg-Poméranie-Occidentale située dans l'arrondissement de Rostock.

## Géographie
Elmenhorst/Lichtenhagen est située à proximité de la mer Baltique, entre la rivière Warnow et la ville de Bad Doberan.